# Backhaul
 Backhaul (xarxa de retorn): Connexió entre ordinadors o altres equips de telecomunicacions encarregats de fer circular la informació. Els backhaul connecten xarxes de dades, xarxes de telefonia cel·lular i constitueixen una estructura fonamental de les xarxes de comunicació. Un backhaul és usat per interconnectar xarxes entre si utilitzant diferents tipus de tecnologies amb fils o sense fil.
Un exemple de backhaul el tenim en els radioenllaços que s'utilitzen per connectar les estacions base mòbils amb el node principal d'aquesta xarxa.